# 3144 Brosche
A 3144 Brosche (ideiglenes jelöléssel 1931 TY1) a Naprendszer kisbolygóövében található aszteroida. Karl Wilhelm Reinmuth fedezte fel 1931. október 10-én.